# 香港地下鐵路多程車票
地下鐵路多程車票（英語：Multiple Journey Ticket），是一種適用於乘搭香港地下鐵路的車票，由地下鐵路公司發行，在1980年6月22日至1981年3月29日期間通用。

## 歷史
地下鐵路修正早期系統於1979年至1980年間分階段投入服務，乘客每次乘車，都需要排隊購買車票。
為方便乘客毋須每次購票，地鐵公司於1980年2月28日宣佈，自同年6月22日起推出多程車票，票面上列明車資及可乘搭的次數。1981年1月5日起，擴充至150元50次。
多程車票有10種供乘客選擇：（下表幣值全為港元）
| $1.00 × 10次 = $10.00 | $1.00 × 50次 = $50.00  |
| $1.50 × 10次 = $15.00 | $1.50 × 50次 = $75.00  |
| $2.00 × 10次 = $20.00 | $2.00 × 50次 = $100.00 |
| $2.50 × 10次 = $25.00 | $2.50 × 50次 = $125.00 |
| $3.00 × 10次 = $30.00 | $3.00 × 50次 = $150.00 |

多程車票一般有效期為三個月，自購票當日起計算。

## 取代
多程車票雖然為乘客帶來方便，但是限制了車程距離，沒有彈性收費，比較難普及。到了1981年3月29日，地下鐵路公司推出更有彈性的定額儲值車票，取代多程車票。

## 軼事
多程車票雖然在1981年被取消，然而在1988年5月地鐵推出早晨特惠月票時，由於初期只屬試驗性質，故以五款50次多程車票，連同三款面值（$25、$50及$100）之成人儲值車票充當臨時車票，直至同年9月被正式車票取代為止。